# Боксмер
51°38′54″ пн. ш. 5°56′40″ сх. д. / 51.6483° пн. ш. 5.9444° сх. д.
Боксмер (нід. — Boxmeer) (kleverlands: Boksmèr) — муніципалітет на сході нідерландської провінції Північний Брабант. Головним містом був Боксмер. Муніципалітет Боксмеєр припинив своє існування з 1 січня 2022 року та об'єднався з колишніми муніципалітетами Куйк, Мілл і Сінт-Губерт, Граве і Сінт-Антоніс у новий муніципалітет Ланд-ван-Куйк.